# Hamílcar (ambaixador 149 aC)
Hamílcar (en grec antic: Ἀμίλχαρ, llatí: Hamilcar) va ser un polític i diplomàtic cartaginès del segle ii aC.
El 149 aC, quan Roma va declarar la guerra a Cartago, Hamílcar va ser enviat a Roma, juntament amb quatre ambaixadors més (Giscó, Estrità, Gíl·limas i Magó), a negociar per evitar la guerra. Tots havien rebut plens poders per actuar com fos necessari per a aturar el perill que la guerra suposava per a Cartago. Tanmateix, quan van arribar a Roma, el Senat ja havia promulgat el decret de guerra, i van decidir que no podien fer res més que sotmetre's: els ambaixadors van oferir la submissió incondicional de Cartago a Roma, i el Senat romà va exigir 300 ostatges com a prova de sinceritat. Hamílcar va tornar a Cartago amb la petició, que mai no es va fer efectiva. Els fets són descrits per Polibi.